# 남양주도시공사
남양주도시공사(南楊州都市公社)는 경기도 남양주시에 있는 지방 공기업이다.

## 연혁
- 2007년 8월 2일: 남양주도시공사 설립 및 운영조례 공포 (남양주시)
- 2007년 11월 15일: 사장, 비상임 감사 임명, 직원채용 및 설립등기 (자본금 50억 원)
- 2008년 1월 2일: 남양주종합운동장 및 체육공원 운영개시
- 2008년 7월 3일: 남양주시 공영주차장 운영개시
- 2008년 12월 15일: 명품생태도시조성사업 MOU 체결(市 ↔ 公社 ↔ 한국건설기술연구원)
- 2009년 11월 2일: 호평체육문화센터 개관
- 2010년 2월 17일: 서강대학교 21C 남양주 대학캠퍼스 조성을 위한 양해각서(MOU) 체결(道↔市↔서강대)
- 2010년 3월 5일: 남양주청소년수련관 개관
- 2010년 10월 1일: 와부체육문화센터 개관
- 2011년 7월 20일: 에코-랜드 업무 개시
- 2011년 8월 1일: 진접체육문화센터 개관
- 2011년 9월 26일: 유기농테마파크 개관
- 2011년 11월 18일: KOSHA 18001(안전보건경영시스템) 인증 획득
- 2011년 12월 20일: 2011년도 지방공기업 경영평가 “최우수” 등급 획득
- 2012년 7월 20일: 거주자우선주차장 운영 개시
- 2013년 6월 7일: ISO 14001(환경경영시스템) 인증 획득 (에코-랜드)
- 2013년 7월 25일: 남양주 대학도시 건설을 위한 서강대학교 GERB캠퍼스 조성사업 기본협약 체결(市 ↔ 公社 ↔ 서강대 학교법인 ↔ 서강대학교)
- 2013년 9월 6일: 2013년도 지방공기업 경영평가 “최우수” 등급 획득
- 2014년 2월 27일: 오남체육문화센터 개관
- 2014년 4월 6일: 유기농테마파크 ‘코코몽 팜빌리지’ 개관
- 2014년 12월 4일: 한국서비스품질우수기업 인증 획득
- 2015년 2월 23일: 제3대 이기호 사장 취임
- 2022년 3월 19일: 진접선 개통과 동시에 역사운영업무 개시
- 2024년 8월 10일: 별내선 개통과 동시에 역사운영업무 개시

## 운영 노선
- 진접선(● 수도권 전철 4호선) 진접역~별내별가람역
- 별내선(● 수도권 전철 8호선) 다산역, 별내역